# 尼古拉·乌拉科夫
尼古拉·尼古拉耶维奇·乌拉科夫（俄语：Николай Николаевич Ураков，1929年11月6日—2017年4月28日），苏联微生物学家，病毒学家。苏联细菌武器计划参与者。

## 生平
1929年出生于下諾夫哥羅德邊疆區沙蘭加區，童年时在科茲莫傑米揚斯克度过。1954年毕业于列宁格勒基洛夫军事医学院。后在扎戈尔斯克的苏联国防部军事医疗卫生研究所工作。1969年获医学全博士学位。1970年至1982年，苏联国防部微生物研究所研究员。1982年至2003年，俄罗斯联邦卫生部应用生物学国家研究中心主任。
一生不仅涉及多项苏联国防部细菌武器的保密研究，也主持开发了委内瑞拉马脑脊髓炎等病毒的疫苗。1982年获得苏联国家奖。2000年被授予俄罗斯联邦功勋科学工作者称号。2017年4月28日去世。葬于联邦军人纪念公墓。